# Torfaen (circonscription du Senedd)
Pour les articles homonymes, voir Torfaen (homonymie).
Torfaen est une circonscription de l'Assemblée nationale du pays de Galles.

## Membres de l'Assemblée
| Élection | Élection | Membre       | Parti  | Portrait |
| -------- | -------- | ------------ | ------ | -------- |
|          | 1999     | Lynne Neagle | Labour |          |

## Élections

### Élections dans les années 2010
| Élections de l'Assemblée galloise 2016: Torfaen |                   |                        |        |      |       |
| Parti                                           | Parti             | Candidat               | Votes  | %    | ±     |
|                                                 | Labour            | Lynne Neagle           | 9,688  | 42.4 | −4.0  |
|                                                 | UKIP              | Susan Boucher          | 5,190  | 22.6 | +22.6 |
|                                                 | Conservateur      | Graham Smith           | 3,931  | 17.1 | +2.3  |
|                                                 | Plaid Cymru       | Matthew Woolfall-Jones | 2,860  | 12.4 | +0.2  |
|                                                 | Green             | Steven Jenkins         | 681    | 3.0  | +3.0  |
|                                                 | Liberal Democrats | Alison Willott         | 628    | 2.7  | −1.1  |
| Majorité                                        | Majorité          | Majorité               | 4,498  | 19.8 | -7.5  |
| Participation                                   | Participation     | Participation          | 22,978 | 38.1 | +1.9  |
|                                                 | Labour hold       | Labour hold            | Swing  |      |       |

| Élections de l'Assemblée galloise 2011: Torfaen |                   |                  |        |      |      |
| Parti                                           | Parti             | Candidat         | Votes  | %    | ±    |
|                                                 | Labour            | Lynne Neagle     | 10,318 | 46.2 | +3.5 |
|                                                 | Indépendant       | Elizabeth Haynes | 4,230  | 18.9 | N/A  |
|                                                 | Conservateur      | Natasha Asghar   | 3,306  | 14.8 | −4.7 |
|                                                 | Plaid Cymru       | Jeff Rees        | 2,716  | 12.2 | +0.3 |
|                                                 | BNP               | Susan Harwood    | 906    | 4.1  | N/A  |
|                                                 | Liberal Democrats | Will Griffiths   | 852    | 3.8  | −7.6 |
| Majorité                                        | Majorité          | Majorité         | 6,088  | 27.3 | +4.1 |
| Participation                                   | Participation     | Participation    | 22,328 | 36.2 | −0.9 |
|                                                 | Labour hold       | Labour hold      | Swing  |      |      |

### Élections dans les années 2000
| Élections de l'Assemblée galloise 2007: Torfaen |                   |               |        |      |       |
| Parti                                           | Parti             | Candidat      | Votes  | %    | ±     |
|                                                 | Labour            | Lynne Neagle  | 9,921  | 42.7 | −9.2  |
|                                                 | Conservateur      | Graham Smith  | 4,525  | 19.5 | +3.2  |
|                                                 | Blaenau Gwent PV  | Ian Williams  | 3,348  | 14.4 | N/A   |
|                                                 | Plaid Cymru       | Rhys ab Ellis | 2,762  | 11.9 | +1.2  |
|                                                 | Liberal Democrats | Patrick Legg  | 2,659  | 11.4 | −2.6  |
| Majorité                                        | Majorité          | Majorité      | 5,396  | 23.2 | -12.4 |
| Participation                                   | Participation     | Participation | 23,215 | 37.1 | +5.2  |
|                                                 | Labour hold       | Labour hold   | Swing  | −6.2 |       |

| Élections de l'Assemblée galloise 2003: Torfaen |                   |                     |        |      |       |
| Parti                                           | Parti             | Candidat            | Votes  | %    | ±     |
|                                                 | Labour            | Lynne Neagle        | 10,152 | 51.9 | +13.9 |
|                                                 | Conservateur      | Nick Ramsay         | 3,188  | 16.3 | +7.3  |
|                                                 | Liberal Democrats | Mike German         | 2,746  | 14.0 | +3.1  |
|                                                 | Plaid Cymru       | Aneurin J.M. Preece | 2,092  | 10.7 | −0.2  |
|                                                 | UKIP              | David Rowlands      | 1,377  | 7.0  | N/A   |
| Majorité                                        | Majorité          | Majorité            | 6,964  | 35.6 | +14.5 |
| Participation                                   | Participation     | Participation       | 19,555 | 31.7 | −7.5  |
|                                                 | Labour hold       | Labour hold         | Swing  |      |       |

### Élections dans les années 1990
| Élections de l'Assemblée galloise 1999: Torfaen |                                  |                  |        |      |     |
| Parti                                           | Parti                            | Candidat         | Votes  | %    | ±   |
|                                                 | Labour                           | Lynne Neagle     | 9,080  | 38.0 | N/A |
|                                                 | Independent Labour               | Michael B. Gough | 3,795  | 15.9 | N/A |
|                                                 | Indépendant                      | Ingrid A. Nut    | 2,828  | 11.8 | N/A |
|                                                 | Plaid Cymru                      | Noel G. Turner   | 2,614  | 10.9 | N/A |
|                                                 | Liberal Democrats                | Jean E. Gray     | 2,614  | 10.9 | N/A |
|                                                 | Conservateur                     | Kay P. Thomas    | 2,152  | 9.0  | N/A |
|                                                 | Local Socialist                  | Stephen P. Smith | 839    | 3.5  | N/A |
| Majorité                                        | Majorité                         | Majorité         | 5,285  | 22.1 | N/A |
| Participation                                   | Participation                    | Participation    | 23,922 | 39.2 | N/A |
|                                                 | Labour Vainqueur (nouveau siège) |                  |        |      |     |